# ラブ・ケミストリー
『ラブ・ケミストリー』（らぶけみすとりー）は、喜多喜久による日本の恋愛小説、ミステリー小説。

## 概要
- 第9回『このミステリーがすごい!』大賞の優秀賞受賞作[1]。
- 最終選考の審査員4人中3人が優秀賞受賞で即合意した作品である。佐藤青南の『ある少女にまつわる殺人の告白』とのダブル優秀賞受賞となった。
- 発売後、Twitterで話題沸騰となりたちまち重版となった。
- 2012年5月8日放送の『超再現!ミステリー』にて紹介された。

## ストーリー概要
東大で草食系の理系男子が巻き起こすラブコメ・ミステリー。

## ストーリー
東大農学部で有機合成化学を専攻する大学院生の藤村は、「どんな複雑な構造を有する化合物でもその合成経路を瞬時にひらめく」という稀有な能力を持っていた。この能力のおかげで有機化学者としての将来を嘱望されていたが、ある日研究室にやってきた新人秘書・真下に一目惚れし、能力を失ってしまう。
突如現れた『死神』を自称するカロンから「真下と恋人になれば能力は戻る」と言われ、自他ともに認める草食系男子である藤村は後輩の岩舘や親友の東間の協力もあり奮闘を始める。

## 主な登場人物
藤村桂一郎（ふじむら　けいいちろう）
東大農学部の大学院生。有機合成化学を専攻しており、前述の能力を持っており、有機化学者としての将来を嘱望されている。
カロン
自称死神。とある人物に依頼され、藤村の能力を取り戻す手助けをする。
真下美綾（ました　みあや）
岩舘のいとこで、神崎研究室の新人秘書。大手企業であるマシタ化学の会長の孫。
東間（あずま）
東大農学部の大学院生。藤村とは同期で、違う研究室に所属しているが親友。
神崎（かんざき）
藤村が所属する研究室の准教授。女性。
岩館愛子（いわだて あいこ）
学部4年生。藤村と同じ研究室の後輩。美綾のいとこ。
百瀬（ももせ）
学部4年生。藤村と同じ研究室の後輩。自分のデスクにフィギュアを飾っているなど、おたく趣味をもつ。
上杉（うえすぎ）
学部4年生。藤村とは違う研究室に所属しており、藤村を師匠と慕う。
千尋（ちひろ）
東間の知り合いのニューハーフ。